# Tajanstveni gospodin Quin
Tajanstveni gospodin Quin (izdan 1930.) je zbirka od 12 kratkih priča Agathe Christie. Svaka priča opisuje drugi slučaj koji je riješen interakcjiom između g. Satterthwaitea i eponimoznog g. Quina koji se magično pojavi baš u najnapetijem trenutku, a nestane isto tako.

## Radnja

### Dolazak gospodina Quina
Silvestrovo je, a g. Satterthwaite je u posjetu prijateljima u Roystonu. Gosti se zabavljaju razmišljajući o smrti bivšeg kućevlasnika Dereka Chapela, a neočekivani gost Harley Quin pomaže im da rasvijetle taj davni događaj.
- Sjena na staklu
- Kod "Bellsa i Motleya"
- Znak na nebu
- Krupjeova duša
- Kraj svijeta
- Glas u noći
- Lice Helene
- Mrtvi Harlekin
- Ptica slomljena krila
- Čovjek iz mora
- Harlekinova staza